# ردکینو (باشقیرستان)
ردکینو (انگلیسی: Redkino, Republic of Bashkortostan) یک شهرک در شهرستان کراسنوکامسکی استان باشقیرستان کشور روسیه است.